# Jakubowiany
Jakubowiany (słow. Jakubovany) – wieś (obec) na Słowacji położona w kraju żylińskim, w powiecie Liptowski Mikułasz. Pierwsze wzmianki o miejscowości pochodzą z roku 1352.
Według danych z dnia 31 grudnia 2011, wieś zamieszkiwało 390 osób, w tym 194 kobiety i 196 mężczyzn.
W 2001 roku rozkład populacji względem narodowości i przynależności etnicznej wyglądał następująco:
- Słowacy – 99,51%
- Węgrzy – 0,49%

Ze względu na wyznawaną religię struktura mieszkańców kształtowała się w 2001 roku następująco:
- Katolicy rzymscy – 14,43%
- Grekokatolicy – 0,24%
- Ewangelicy – 73,84%
- Prawosławni – 0,24%
- Ateiści – 10,27%
- Przedstawiciele innych wyznań – 0,49%
- Nie podano – 0,24%